# Cambai (Cambai)
Cambai is een bestuurslaag in het regentschap Prabumulih van de provincie Zuid-Sumatra, Indonesië. Cambai telt 4220 inwoners (volkstelling 2010).